# Discoderus dallasensis
Discoderus dallasensis är en skalbaggsart som beskrevs av Thomas Casey. Discoderus dallasensis ingår i släktet Discoderus och familjen jordlöpare. Inga underarter finns listade i Catalogue of Life.